# Ялтинська конференція

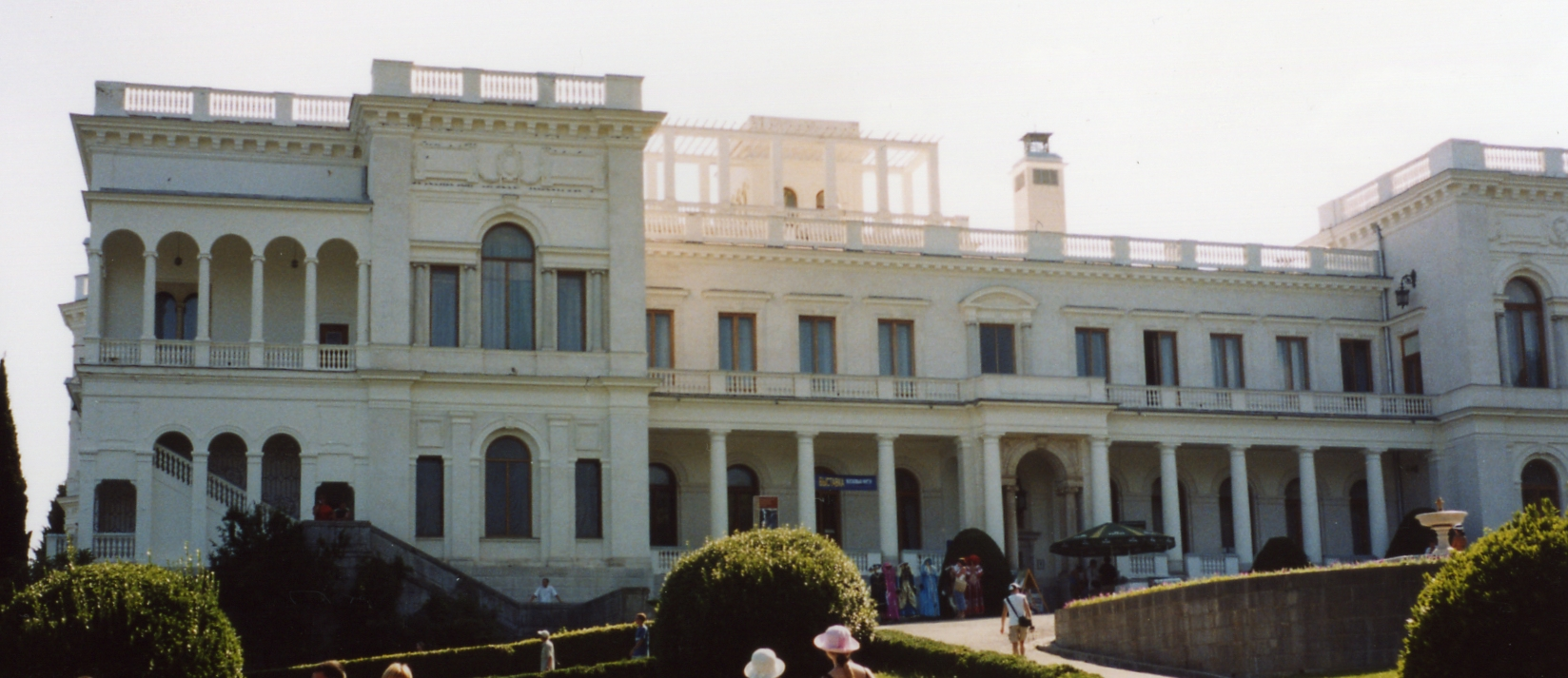
Лівадійський палац — місце проведення Ялтинської конференції

Я́лтинська конфере́нція (також Кримська) — дипломатична зустріч лідерів США, Великої Британії й СРСР 4-11 лютого 1945, аби вирішити проблеми, пов'язані із закінченням Другої світової війни, а також повоєнного ладу.

## Дипломатична діяльність на етапі підготовки конференції

### Визначення кола учасників конференції
На конференцію не були допущені представники Франції.[чому?]

## Перебіг конференції
Президент США Ф. Д. Рузвельт, прем'єр міністр Великої Британії Вінстон Черчилль та глава уряду СРСР Йосип Сталін прибули зі своїми делегаціями до колишнього царського палацу в Лівадії (поблизу міста Ялта у Криму) й ухвалили далекосяжні рішення про подальше ведення війни й повоєнний уклад міжнародних взаємин.

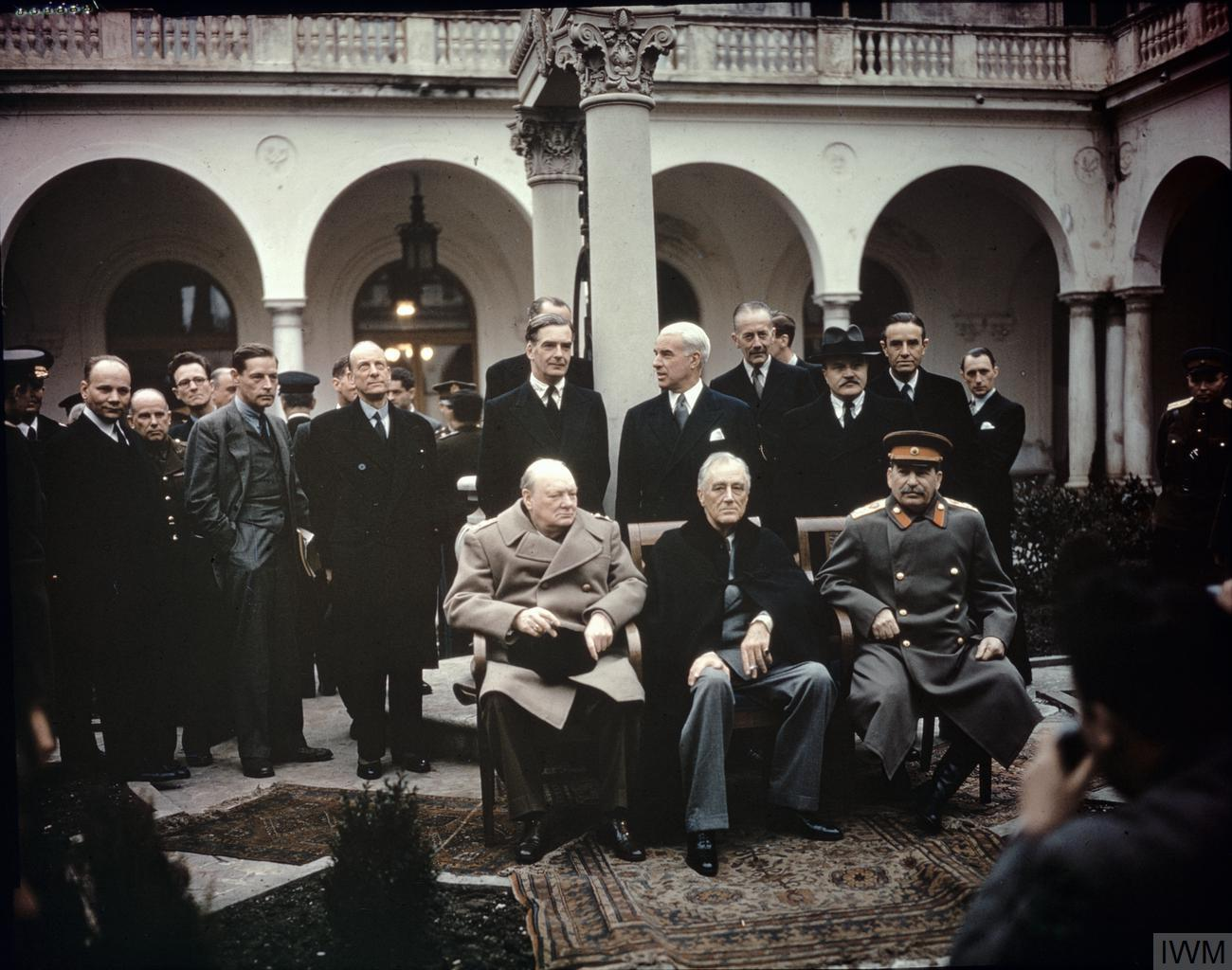

## Головні рішення конференції
Серед важливіших рішень були: участь СРСР у війні проти Японської імперії (таємний протокол), кордони Польщі на сході по лінії Керзона з незначними відхиленнями на користь Польщі, відшкодування Польщі за рахунок німецьких східних територій і утворення в цій країні так званого «уряду національної єдності». Щодо Німеччини схвалено принципи її розчленування, окупаційного режиму та репарацій. У справі створення ООН ухвалено скликати конференцію на квітень 1945 у США, запросити як членів-засновників радянські республіки Україну (УРСР) та Білорусь (БРСР) (західні делегації відкинули первісну пропозицію СРСР про участь усіх 16 союзних республік), затверджено принцип одноголосності постійних членів Ради Безпеки ООН у засадничих справах (право «вето» великих держав).

### Рішення конференції, що стосувалися України
Україна також була зацікавлена в Ялтинській конференції оскільки на ній вирішувалися два дуже важливих питання стосовно України, а саме щодо кордонів та участі в майбутній міжнародній організації безпеки. Продовження дискусії з «польського питання», започаткованої в Тегерані, охоплювало проблему Польщі в широкому контексті перспектив утворення тимчасового уряду національної єдності, майбутнього ладу, переселення, територіальних змін. Природно, одним з головних питань цієї дискусії стало визначення майбутніх кордонів Польщі. Для СРСР головним було встановлення східного кордону Польщі. Позиція США і Британії ґрунтувалася на тезі про передання Львова до рук Варшави, проте Сталін заперечував, використовуючи запропоновану англійцями 1920 р. «лінію Керзона». Отже, сторони вирішили, що «східний кордон Польщі проходитиме вздовж «лінії Керзона» з відхиленням від неї в деяких районах від п'яти до восьми кілометрів на користь Польщі».
Жваву дискусію в Ялті викликала підготовка до проведення установчої конференції щодо створення ООН. СРСР зажадав, щоб разом з ним у повноправні члени ООН були залучені хоча б деякі республіки Радянського Союзу. Це мотивувалося тим, що Британія мала в ООН кілька голосів завдяки своїм домініонам (Канаді, Австралії, Південній Африці, Новій Зеландії). СРСР запропонував три  кандидатури на роль членства в ООН – Литву, Білорусь, Україну. У зв’язку з тим, що США було проти протягування протеже у таку структуру як ООН, а Велика Британія пішла на поступки, бо сподівалася на таку ж відповідь СРСР у питанні з Індією, учасники конференції прийняли компромісну формулу, яка передбачала участь лише двох союзних республік – України та Білорусі.

## Наслідки рішень
Так звана «Декларація про визволену Європу» як частина рішень Ялтинської конференції залишила радянській стороні вільні руки в інтерпретації «допомоги» визволеним народам. Внаслідок цього СРСР забезпечив собі політичний контроль над окупованими ним країнами, що довело до радянизації Східної та Центральної Європи й спричинило «холодну війну».
Багата література про Ялтинську конференцію засвідчує, що Сталін та його дорадники максимально використали воєнні успіхи СРСР і завершили окупацію Центральної та Східної Європи, позаяк цьому сприяла поступливість президента Рузвельта. 
З українського погляду, Ялтинська конференція мала негативні значення, адже землі Західної України було згодом остаточно анексовано радянським союзом ― незалежність усієї України, як соборної держави, буде відновлено лише наприкінці Холодної війни в 1991. Ця конфрернція на довгий час визначила долю Центрально-Східної Європи й поширила роль СРСР у світовій політиці.